# Blepsias
Blepsias is een geslacht van straalvinnige vissen uit de familie van donderpadden (Hemitripteridae). Het geslacht is voor het eerst wetenschappelijk beschreven in 1829 door Cuvier.

## Soorten
- Blepsias bilobus Cuvier, 1829
- Blepsias cirrhosus (Pallas, 1814)